# Vipphirser
Vipphirser (Panicum) är ett släkte av gräs. Vipphirser ingår i familjen gräs.

## Bildgalleri

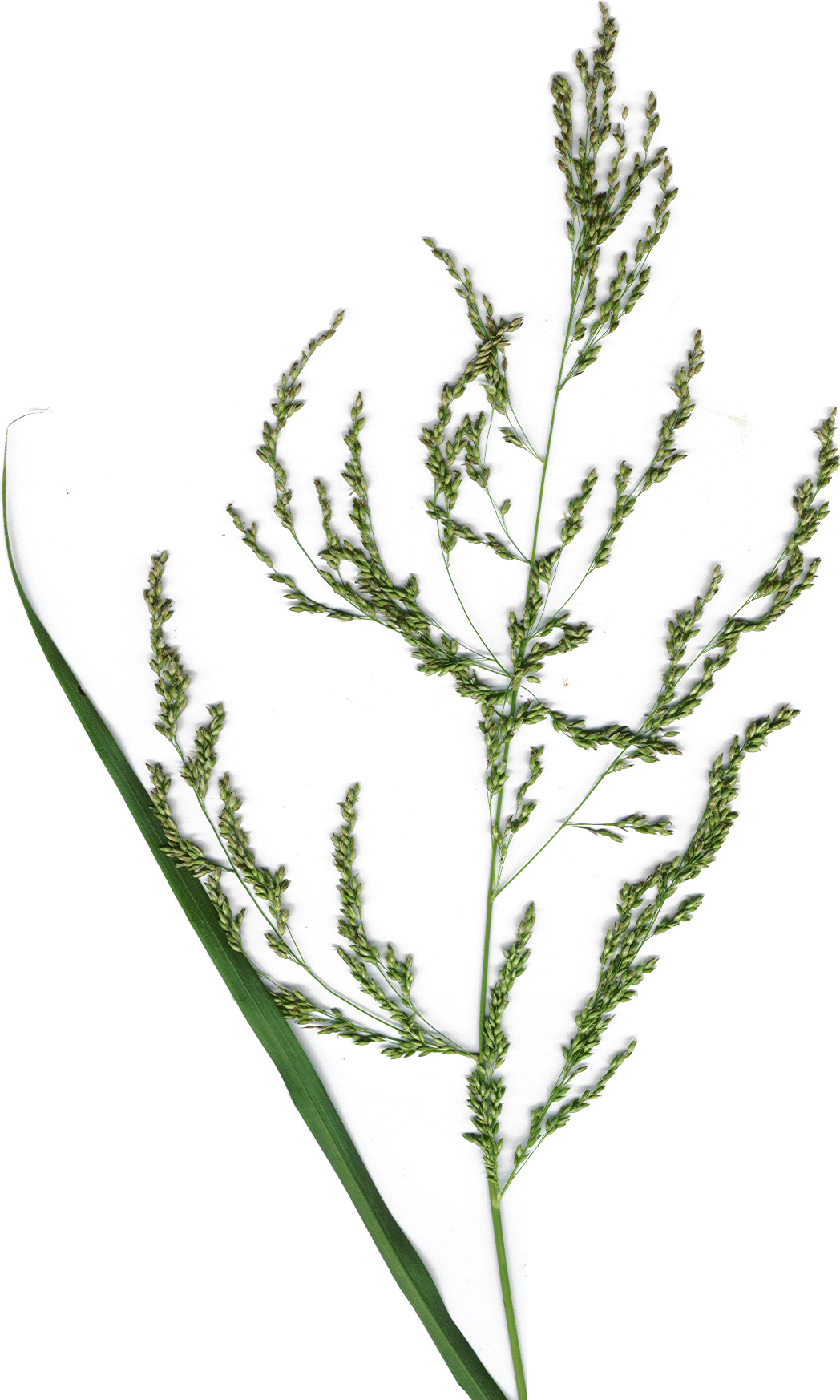
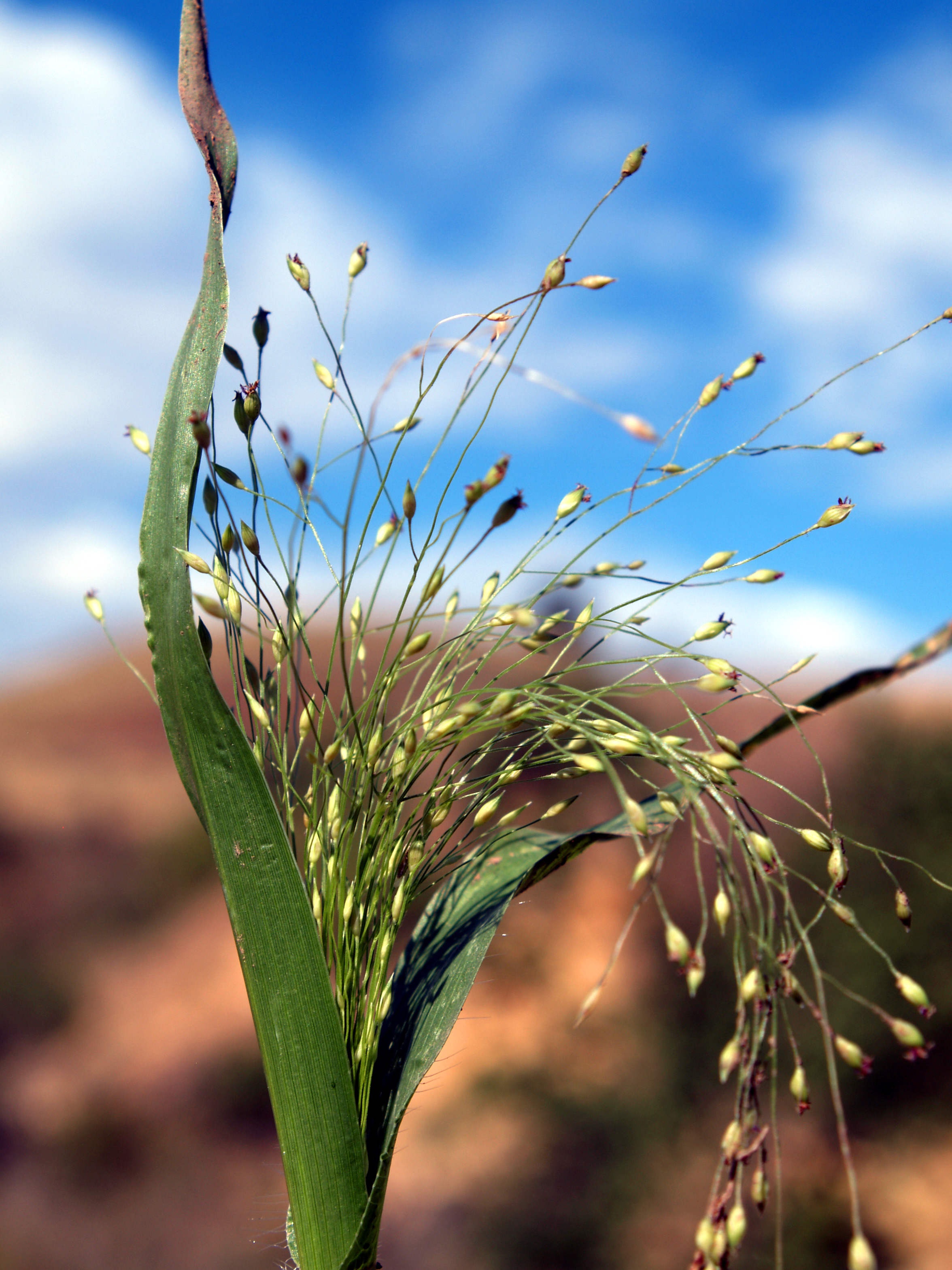
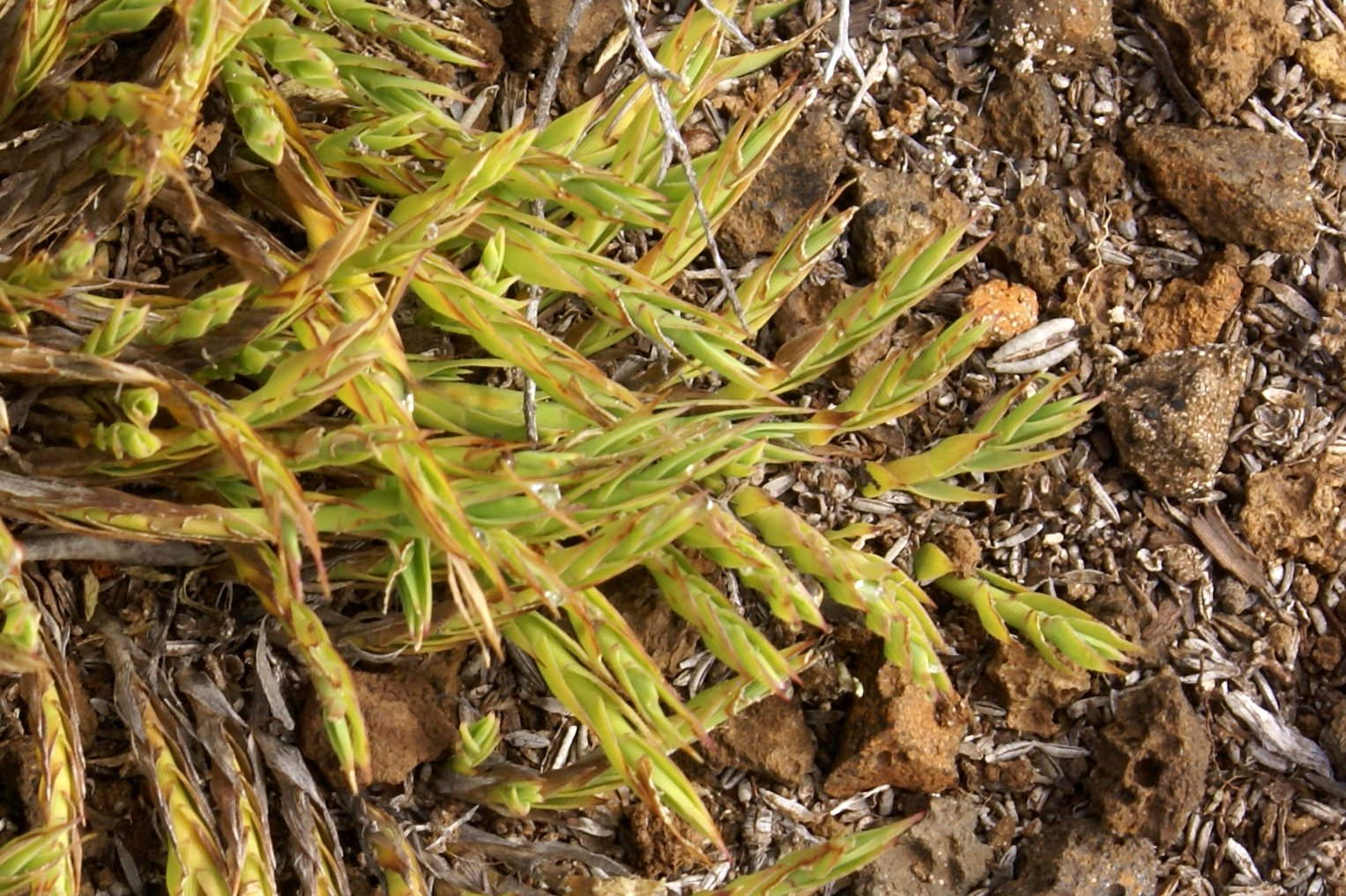
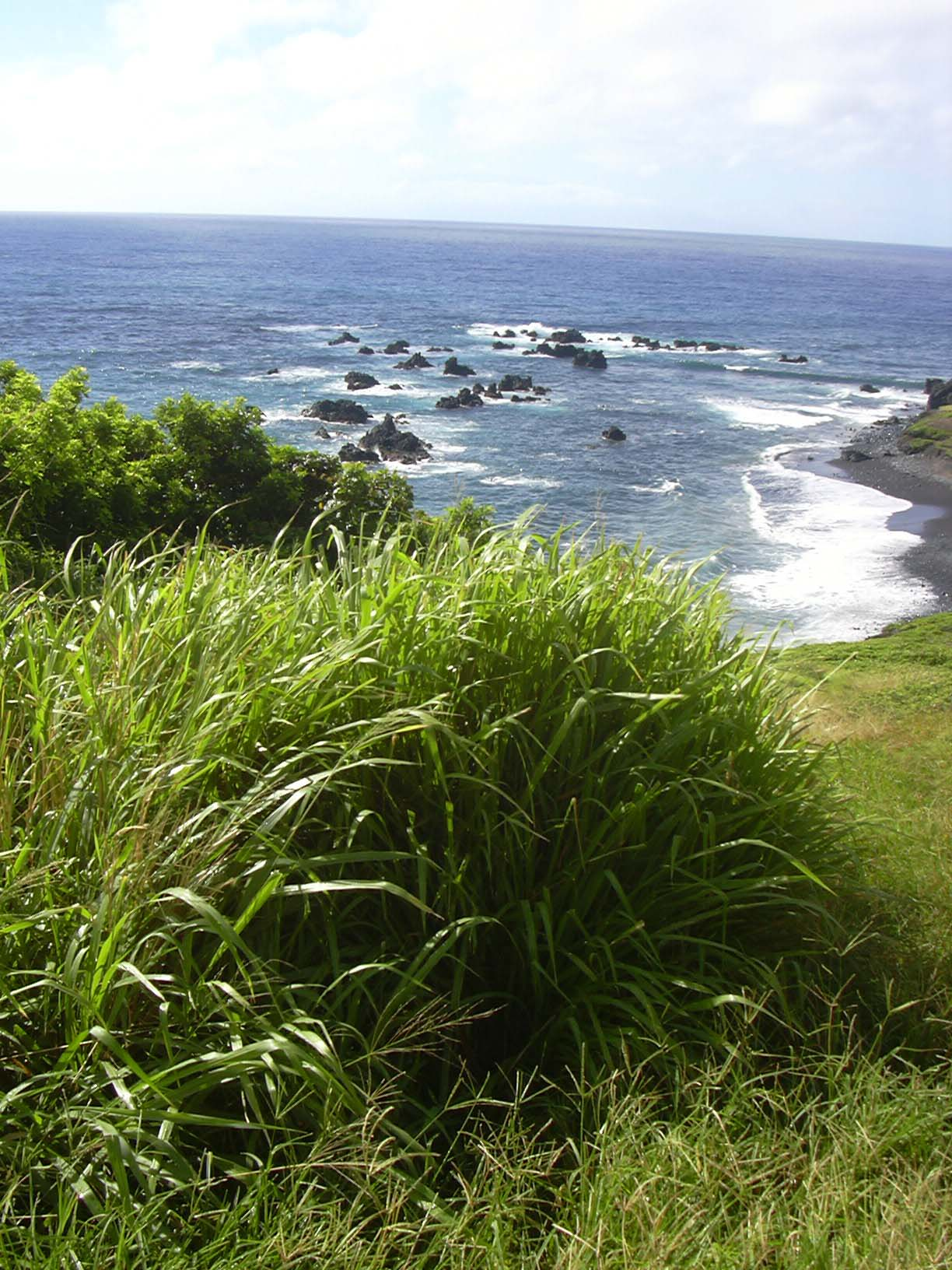
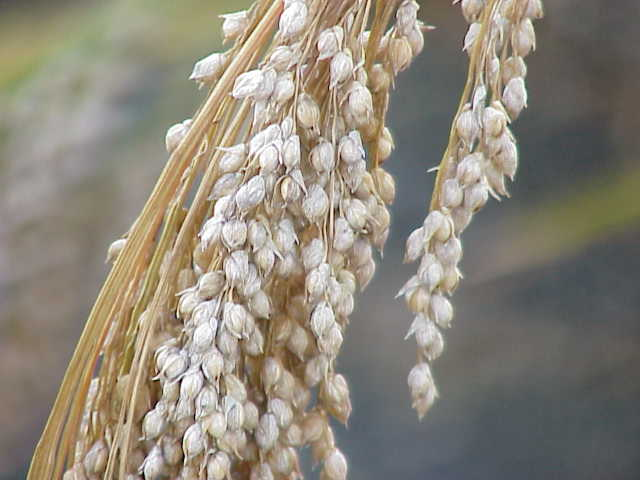
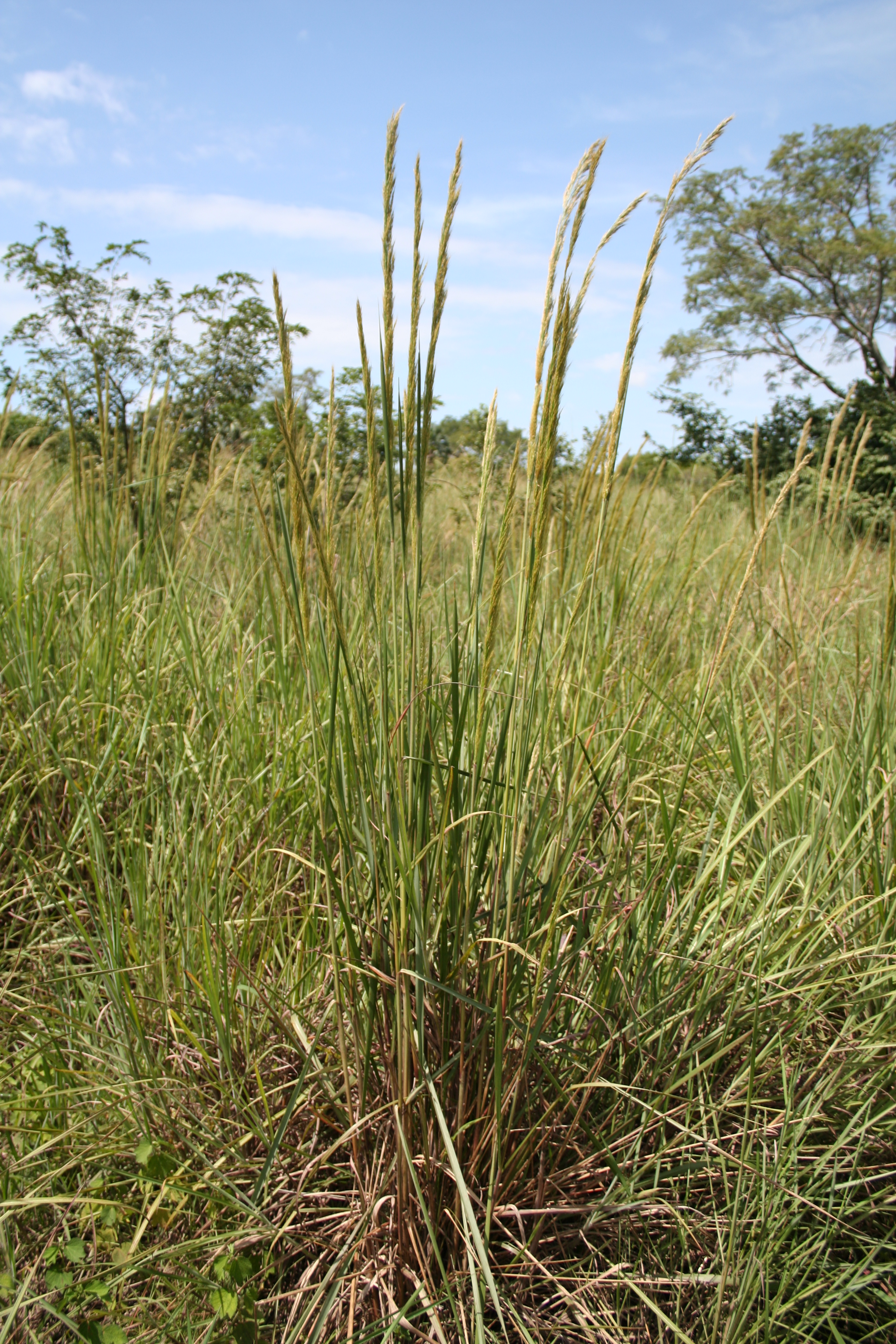

## Dottertaxa till Vipphirser, i alfabetisk ordning[1]
- Panicum abscissum
- Panicum aciculare
- Panicum acicularifolium
- Panicum acrotrichum
- Panicum acuminatum
- Panicum adenophorum
- Panicum adenorhachis
- Panicum aequinerve
- Panicum aequivaginatum
- Panicum afzelii
- Panicum agrostoides
- Panicum alatum
- Panicum aldabrense
- Panicum altum
- Panicum amarum
- Panicum ambositrense
- Panicum amoenum
- Panicum anabaptistum
- Panicum anceps
- Panicum andreanum
- Panicum andringitrense
- Panicum animarum
- Panicum antidotale
- Panicum aquarum
- Panicum aquaticum
- Panicum arbusculum
- Panicum arctum
- Panicum arcurameum
- Panicum aristellum
- Panicum arundinariae
- Panicum assumptionis
- Panicum assurgens
- Panicum atrosanguineum
- Panicum auricomum
- Panicum auritum
- Panicum aztecanum
- Panicum bahiense
- Panicum bambusiculme
- Panicum bambusiusculum
- Panicum bartlettii
- Panicum bartowense
- Panicum bathiei
- Panicum bechuanense
- Panicum beecheyi
- Panicum bergii
- Panicum beyeri
- Panicum biglandulare
- Panicum bisulcatum
- Panicum bombycinum
- Panicum boreale
- Panicum boscii
- Panicum brachyanthum
- Panicum brachystachyum
- Panicum brazzavillense
- Panicum bresolinii
- Panicum brevifolium
- Panicum bulbosum
- Panicum bullockii
- Panicum buncei
- Panicum caaguazuense
- Panicum cabrerae
- Panicum callosum
- Panicum calocarpum
- Panicum calvum
- Panicum campestre
- Panicum caparaoense
- Panicum capillare
- Panicum capillarioides
- Panicum caricoides
- Panicum carneovaginatum
- Panicum caudiglume
- Panicum cayennense
- Panicum cayoense
- Panicum cervicatum
- Panicum chambeshii
- Panicum chapadense
- Panicum chaseae
- Panicum chillagoanum
- Panicum chionachne
- Panicum chloroleucum
- Panicum chnoodes
- Panicum cinctum
- Panicum cipoense
- Panicum clandestinum
- Panicum claytonii
- Panicum coloratum
- Panicum combsii
- Panicum commutatum
- Panicum comorense
- Panicum condensatum
- Panicum congestum
- Panicum congoense
- Panicum cordovense
- Panicum crateriferum
- Panicum cristatellum
- Panicum cucaense
- Panicum cumbucanum
- Panicum cupressifolium
- Panicum curviflorum
- Panicum cyanescens
- Panicum cynodon
- Panicum davidsei
- Panicum decaryanum
- Panicum deciduum
- Panicum decolorans
- Panicum decompositum
- Panicum delicatulum
- Panicum depauperatum
- Panicum deustum
- Panicum dewinteri
- Panicum dichotomiflorum
- Panicum dichotomum
- Panicum diffusum
- Panicum dinklagei
- Panicum discrepans
- Panicum dorsense
- Panicum dregeanum
- Panicum durifolium
- Panicum ecklonii
- Panicum effusum
- Panicum eickii
- Panicum elegantissimum
- Panicum elephantipes
- Panicum eligulatum
- Panicum ensifolium
- Panicum ephemeroides
- Panicum ephemerum
- Panicum erectifolium
- Panicum euprepes
- Panicum exiguum
- Panicum fauriei
- Panicum filifolium
- Panicum fischeri
- Panicum flacciflorum
- Panicum flexile
- Panicum fluviicola
- Panicum fontanale
- Panicum fonticola
- Panicum furvum
- Panicum gardneri
- Panicum genuflexum
- Panicum ghiesbreghtii
- Panicum gilvum
- Panicum glabripes
- Panicum glanduliferum
- Panicum glandulopaniculatum
- Panicum glaucocladum
- Panicum glaziovii
- Panicum gouinii
- Panicum gracilicaule
- Panicum graciliflorum
- Panicum grande
- Panicum graniflorum
- Panicum granuliferum
- Panicum griffonii
- Panicum grumosum
- Panicum guatemalense
- Panicum gymnocarpum
- Panicum habrothrix
- Panicum haenkeanum
- Panicum hallii
- Panicum hanningtonii
- Panicum haplocaulos
- Panicum havardii
- Panicum hayatae
- Panicum hebotes
- Panicum heliophilum
- Panicum hemitomum
- Panicum hillebrandianum
- Panicum hillmanii
- Panicum hippothrix
- Panicum hirstii
- Panicum hirsutum
- Panicum hirticaule
- Panicum hirtum
- Panicum hispidifolium
- Panicum hochstetteri
- Panicum homblei
- Panicum humidorum
- Panicum humile
- Panicum hygrocharis
- Panicum hylaeicum
- Panicum hymeniochilum
- Panicum ibitense
- Panicum ichunense
- Panicum impeditum
- Panicum inaequilatum
- Panicum incisum
- Panicum incomtum
- Panicum incumbens
- Panicum infestum
- Panicum irregulare
- Panicum isachnoides
- Panicum issongense
- Panicum itatiaiae
- Panicum jauanum
- Panicum kalaharense
- Panicum kasumense
- Panicum khasianum
- Panicum konaense
- Panicum koolauense
- Panicum lachnophyllum
- Panicum lacustre
- Panicum laetum
- Panicum laevinode
- Panicum lagostachyum
- Panicum lanipes
- Panicum larcomianum
- Panicum laticomum
- Panicum latifolium
- Panicum latissimum
- Panicum latzii
- Panicum laxiflorum
- Panicum laxum
- Panicum leibergii
- Panicum lepidulum
- Panicum leptachne
- Panicum leptolomoides
- Panicum ligulare
- Panicum lineale
- Panicum linearifolium
- Panicum longiloreum
- Panicum longipedicellatum
- Panicum longissimum
- Panicum longivaginatum
- Panicum longum
- Panicum loreum
- Panicum lukwangulense
- Panicum luridum
- Panicum lutzii
- Panicum luzonense
- Panicum machrisiana
- Panicum machrisianum
- Panicum macrospermum
- Panicum madipirense
- Panicum magnispicula
- Panicum mahafalense
- Panicum malacophyllum
- Panicum malacotrichum
- Panicum manongarivense
- Panicum mapalense
- Panicum marauense
- Panicum margaritiferum
- Panicum massaiense
- Panicum maximum
- Panicum merkeri
- Panicum mertensii
- Panicum micranthum
- Panicum miliaceum
- Panicum millegrana
- Panicum mindanaense
- Panicum missionum
- Panicum mitchellii
- Panicum mitopus
- Panicum mlahiense
- Panicum mohavense
- Panicum molinioides
- Panicum monticola
- Panicum mucronulatum
- Panicum mueense
- Panicum mystasipum
- Panicum natalense
- Panicum neoperrieri
- Panicum nephelophilum
- Panicum nervatum
- Panicum nervosum
- Panicum nigerense
- Panicum nigromarginatum
- Panicum niihauense
- Panicum nodatum
- Panicum notatum
- Panicum noterophilum
- Panicum novemnerve
- Panicum nudicaule
- Panicum nudiflorum
- Panicum nutabundum
- Panicum nymphoides
- Panicum obseptum
- Panicum obtusum
- Panicum oligosanthes
- Panicum olyroides
- Panicum omega
- Panicum orinocanum
- Panicum ovale
- Panicum ovuliferum
- Panicum paianum
- Panicum palauense
- Panicum paludosum
- Panicum pampinosum
- Panicum pandum
- Panicum pansum
- Panicum pantrichum
- Panicum parcum
- Panicum parvifolium
- Panicum parviglume
- Panicum paucinode
- Panicum pearsonii
- Panicum pectinellum
- Panicum pedersenii
- Panicum pedicellatum
- Panicum peladoense
- Panicum pellitum
- Panicum penicillatum
- Panicum perangustatum
- Panicum peristypum
- Panicum perlongum
- Panicum perrieri
- Panicum peteri
- Panicum petersonii
- Panicum petilum
- Panicum petrense
- Panicum petropolitanum
- Panicum philadelphicum
- Panicum phippsii
- Panicum phoiniclados
- Panicum phragmitoides
- Panicum piauiense
- Panicum pilgeri
- Panicum pilgerianum
- Panicum pilosum
- Panicum pinifolium
- Panicum pleianthum
- Panicum plenum
- Panicum poioides
- Panicum pole-evansii
- Panicum poliophyllum
- Panicum polyanthes
- Panicum polycomum
- Panicum polygonatum
- Panicum porphyrrhizos
- Panicum portoricense
- Panicum praealtum
- Panicum prionitis
- Panicum prolutum
- Panicum pseudisachne
- Panicum pseudoracemosum
- Panicum pseudowoeltzkowii
- Panicum pulchellum
- Panicum pusillum
- Panicum pycnoclados
- Panicum pygmaeum
- Panicum pyrularium
- Panicum quadriglume
- Panicum queenslandicum
- Panicum racemosum
- Panicum ramosius
- Panicum ravenelii
- Panicum repens
- Panicum restingae
- Panicum rhizogonum
- Panicum rigidum
- Panicum rivale
- Panicum robustum
- Panicum robynsii
- Panicum rude
- Panicum rudgei
- Panicum rupestre
- Panicum ruspolii
- Panicum sabulorum
- Panicum sacciolepoides
- Panicum sadinii
- Panicum sarmentosum
- Panicum scabridum
- Panicum scabriusculum
- Panicum schinzii
- Panicum schwackeanum
- Panicum sciurotis
- Panicum sciurotoides
- Panicum scoparium
- Panicum sellowii
- Panicum seminudum
- Panicum shinyangense
- Panicum simile
- Panicum simulans
- Panicum sipapoense
- Panicum smithii
- Panicum socotranum
- Panicum soderstromii
- Panicum sparsicomum
- Panicum spergulifolium
- Panicum sphaerocarpon
- Panicum spongiosum
- Panicum stagnatile
- Panicum stapfianum
- Panicum stenodes
- Panicum stevensianum
- Panicum steyermarkii
- Panicum stigmosum
- Panicum stipiflorum
- Panicum stoloniferum
- Panicum stramineum
- Panicum strictissimum
- Panicum strigosum
- Panicum subalbidum
- Panicum subflabellatum
- Panicum subhystrix
- Panicum sublaeve
- Panicum subtilissimum
- Panicum subtiramulosum
- Panicum subulatum
- Panicum subxerophilum
- Panicum sumatrense
- Panicum superatum
- Panicum surrectum
- Panicum tamaulipense
- Panicum telmatum
- Panicum tenellum
- Panicum tenerum
- Panicum tenuifolium
- Panicum tepuianum
- Panicum teretifolium
- Panicum tijucae
- Panicum torridum
- Panicum trachyrhachis
- Panicum trichanthum
- Panicum trichidiachne
- Panicum trichocladum
- Panicum trichoides
- Panicum tricholaenoides
- Panicum trichonode
- Panicum trinii
- Panicum tuerckheimii
- Panicum turgidum
- Panicum umbonulatum
- Panicum urvilleanum
- Panicum vaginiviscosum
- Panicum validum
- Panicum vaseyanum
- Panicum vatovae
- Panicum venezuelae
- Panicum verrucosum
- Panicum wettsteinii
- Panicum wiehei
- Panicum wilcoxianum
- Panicum virgatum
- Panicum viscidellum
- Panicum voeltzkowii
- Panicum vollesenii
- Panicum volutans
- Panicum xanthophysum
- Panicum xerophilum
- Panicum yavitaense
- Panicum zambesiense